# Erodium moranense
Erodium moranense är en näveväxtart som beskrevs av Carl Ludwig von Willdenow och Carl Sigismund Kunth. Erodium moranense ingår i släktet skatnävor, och familjen näveväxter. Inga underarter finns listade i Catalogue of Life.